# Рендилле

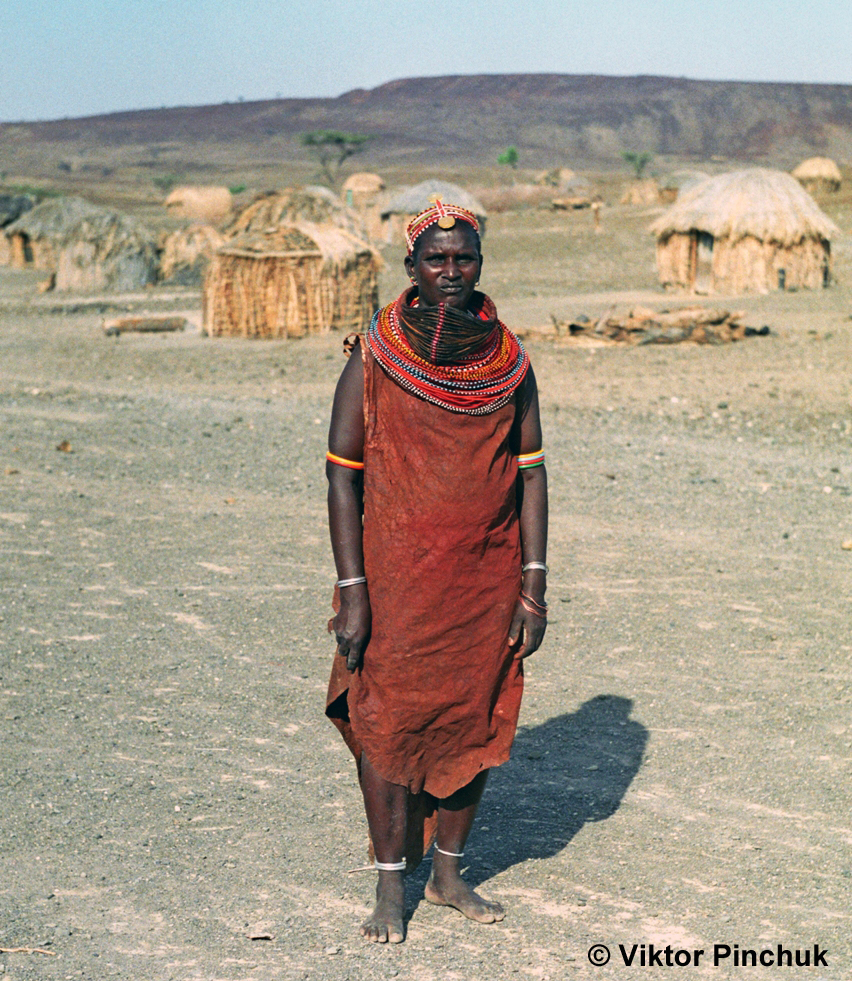
Женщина народности рендилле (Кения)

Рендилле — группа народов, проживающих в самом засушливом регионе Кении — в пустыне Кайсут.
Культурно-языковая группа: кушиты, ближайшие родственники — сомалийцы.

## Образ жизни и традиции
Рендилле — кочевники-скотоводы. Разводят в основном верблюдов, в последнее время и коров, так как цены на крупный рогатый скот постоянно растут. В пустыне коровы выжить не могут, поэтому рендилле просят разрешения у соседних племён (самбуру и алиал) пасти скот на их территории. Рендилле живут по 100—120 человек во временных поселениях, перемещаясь с места на место три-пять раз в год, причём за установку и сборку полукруглых хижин, покрытых травой или полотном, отвечают женщины.
Главная пища племени — верблюжья кровь, её смешивают с молоком и пьют, утоляя одновременно жажду и голод. Мужчины делятся на семь возрастных категорий, каждая из которых выполняет свою функцию. Церемония перехода из одной категории в другую проходит раз в семь лет. Первая — это обрезание, проводимое в юношестве. После него мужчина становится воином до 30 лет.
В этот период ему разрешается жениться, носить пурпурную ткань и вставлять белые перья в причёску. Основная обязанность воинов — защищать деревню от похитителей скота. На самом последнем этапе мужчина становится старейшиной и может носить клетчатую одежду.

## Верования
Рендилле верят в верховного бога, которого называют Нгаи, или Вак. При рождении ребёнка приносят жертвы: если рождается мальчик, то закалывают барашка, если девочка — козочку, роженица в течение нескольких дней питается только верблюжьей кровью. Шаманы совершают ритуалы для вызова дождя, предсказывают будущее.

## Внешний вид
Мужчины оборачивают кусок ткани вокруг бёдер, а женщины носят на груди и на бёдрах овечьи или козьи шкуры. Традиционное украшение — выкрашенная охрой причёска в виде огромного петушиного гребня, нависающего надо лбом. Закрепляют это сооружение с помощью животного жира, ила или глины, прикрывая сверху собственными волосами. Женщины-рендилле носят такой гребень со дня рождения сына и убирают его только после того, как этот сын пройдёт обряд инициации, или в случае смерти мужа. Тогда женщина заплетает волосы в косички.